# Associação Automobilística Americana
Associação Automobilística Americana (em inglês:  American Automobile Association), mais conhecida por AAA, é uma federação norte-americana de associações automobilística fundada em 1902. Sua sede se encontra em Heathrow, Flórida, e conta com 51 associações filiadas. Entre 1902 e 1955 sancionou a AAA Contest Board, parte da American Championship Car Racing.
Em termos de competição, o Comitê de AAA foi estabelecida em 1902. Os testes de fiscalizou as instituições de automobilismo há cerca de 1/2 século, incluindo as 500 milhas de Indianápolis. Após o desastre de Le Mans em 1955 e outras colisões fatais de corrida, a AAA abandonou seu papel como o corpo governante do automobilismo. A seguir foi fundada a United States Auto Club (USAC).